# Slime Rancher
《Slime Rancher》（常用译名：史莱姆牧场）是一款第一人称生活模拟冒险游戏，由美国的独立工作室Monomi Park开发。游戏于2016年1月以抢先体验的形式发布，随后在2017年8月1日在Microsoft Windows，macOS，Linux和Xbox One平台上正式发布。PlayStation 4上的版本于2018年8月21日发布，Nintendo Switch上的版本于2021年8月21日发布。游戏还有一个DLC，于2019年6月18日发布。游戏的续集Slime Rancher 2已于2022年9月23日在Windows，Xbox One以及Xbox Series X/S平台上发布。

## 游戏玩法
游戏是在一个开放世界中以第一人称视角进行的。玩家控制一个名叫碧翠丝·乐步的角色。她搬到一个距离地球1000光年以外的，名为“致远牧星”的星球当一名“史莱姆牧场主”，建造牧场并探索远距离世界，来收集、饲养和繁殖史莱姆。“史莱姆”是具有各种大小和特征的凝胶状生物。
游戏的主要经营要素是给史莱姆喂食合适的食物，来让牠们生产“结晶”，然后用结晶在结晶市场换钱，用来购买或升级牧场设备和农场建筑。玩家可以在地图中移动角色，还可以通过真空枪吸取史莱姆、食物和结晶，并将其储存在真空储槽里。真空储槽一次只能储存几种物品，满格之后必须回到牧场卸下吸取的物品，然后才能吸取其他物品。玩家可以购买并升级各种围栏，以容纳收集的史莱姆和储存食物的农场；同时也可以升级角色的家、真空枪和牧场本身的外观。

## 事物

### 史萊姆
於遊戲內大部分地圖都可以見到的生物，有很多种不同的史莱姆，有些只在特定區域或條件下出現。所有史莱姆都有其特征和能力，有的有耳朵、翅膀和尾巴，还有的能够瞬间移动或通过地面上的藤蔓抓取母鸡。
除了最常見的粉红史莱姆以外，非特殊類型的史莱姆只會吃水果、蔬菜和肉类之中的一种食物類型，其中又會有一种最喜歡的食物，如果牠们吃掉最喜歡的食物，会产生比平时多一倍的结晶。
给史莱姆吃掉另一种史莱姆的结晶能够让它转化为“大史莱姆”，使牠们变得更大，其外貌、特性、會吃的食物等會互相結合，并且能够同时产生两种结晶。但大史莱姆一旦吃掉第三种结晶，牠就会变成一种具有攻击性的、恶意的黑色史莱姆，称为“焦油怪”。牠会吞噬周围的所有其他史莱姆，并伤害玩家。焦油怪碰到水會受傷，玩家可以對其泼水或使其掉到水裡来消灭牠。

### 地圖

#### 主要區域
玩家所在的牧場外有5大主要區域，分別是乾涸岩礁、靛青礦場、苔蘚之地、遠古遺跡和玻璃沙漠，要前往新的主要區域需要找到史萊姆之門並用史萊姆鑰匙開啟。其中乾涸岩礁是唯一不需要史萊姆鑰匙開啟的區域，而玻璃沙漠不與其他區域直接相連，需透過遠古遺跡的傳送門抵達。

#### NPC區域
遊戲中的其中3個NPC有其對應的場景和其附屬的特殊區域，需要與NPC累積一定好感度後才可進入。摩琪莊園的特殊區域為迅捷峽谷，裡面是快銀史萊姆的棲息地。奧格登農場的特殊區域為蠻荒群島，裡面有狂暴的大型劍齒虎史萊姆。維克多工作間的特殊區域為一虛擬世界“史萊模”，裡面有偽裝成其他史萊姆或物體的故障史萊姆。

### 史萊姆科技
在玩家開啟牧場的實驗室區域後開放使用，將史萊姆的結晶或其他可用的素材放入精煉爐後即可製作許多東西，但製作的配方圖需要在建造商店購買或尋找藏在地圖各處的藏寶球。

## 开发过程
《Slime Rancher》的开发工作最初在Popovich的公寓里进行。由于他是设计师而不是程序员，他一度依赖他人的代码来构建游戏的原型。最后他得到了技术支持Mike Thomas的编程帮助。他们每天工作8小时，以尽量避免游戏开发时的加班。
游戏最初计划在一年后开始抢先体验，但被推迟了六个月。

## 评价
《Slime Rancher》的抢先体验版本获得了普遍好评。Heather Alexandra在Kotaku撰文称，她发现了一些漏洞，但仍给了这个游戏好评，她说：“我通常不喜欢放松的游戏，但当我在一天结束后回到我明亮的农场时，我忍不住像我养的史莱姆一样笑得很开心。”Steve Neilsen在Games Mojo上给了它4.5星的评分，称“Slime Rancher是一款有趣且令人上瘾的游戏，拥有有趣的背景和可爱的生物。卡通风格的画面看起来非常好，游戏玩法也很聪明，充满了可爱的元素。”
游戏的完整版在Metacritic上获得了81分（满分100分）的得分，评价称，它能够让你沉迷数小时。评价亦称，游戏令人放松和宣泄，但同时也相当重复，并成功地利用了经营模拟游戏让人成瘾的性质。
截至2017年5月，游戏已经售出了超过80万份。截至2019年2月28日，游戏已经售出了超过200万份。截至2022年1月13日，游戏已经售出了超过500万份。
在Game Informer的“读者选择2017年最佳游戏奖”中，该游戏与极限竞速7并列“最佳微软游戏”第三名，并获得了“最佳模拟游戏”第二名。该网站还授予其“2017年最佳游戏奖”中的“最佳模拟游戏”奖项。

### 奖项
| 年份 | 奖项                   | 类别             | 结果 |
| ---- | ---------------------- | ---------------- | ---- |
| 2017 | 金摇杆奖               | 最佳独立游戏     | 提名 |
| 2017 | 金摇杆奖               | 年度Xbox游戏     | 提名 |
| 2017 | 2017年游戏大奖         | 最佳首发独立游戏 | 提名 |
| 2018 | NAVGTR奖               | 原创动作游戏     | 提名 |
| 2018 | NAVGTR奖               | 模拟游戏         | 提名 |
| 2018 | 第十四届英国学院游戏奖 | 首发游戏         | 提名 |